# Пръстенова боа
Пръстеновите бои (Corallus annulatus) са вид влечуги от семейство Боидни (Boidae).
Разпространени са в горите на Централна Америка и близките части на Южна Америка.
Таксонът е описан за пръв път от американския палеонтолог Едуард Дринкър Коуп през 1876 година.

## Подвидове
- Corallus annulatus annulatus
- Corallus annulatus colombianus